# Differentiatie en integratie (economie)
Bij differentiatie in de bedrijfseconomie stoot een bedrijf een activiteit in de bedrijfskolom af. Het tegenovergestelde is integratie (latijn: integrare = in zijn oorspronkelijke toestand herstellen) waarbij een bedrijf een extra activiteit uit de bedrijfskolom gaat uitvoeren.
Bij differentiatie wordt de bedrijfskolom langer, bij integratie wordt de bedrijfskolom korter.
Bijvoorbeeld: 
- Als de groentehandelaar besluit om zelf zijn groente in kassen te gaan verbouwen, dan is er sprake van integratie. Stoot hij de kassen weer af en gaat hij zijn groente bij een tuinder bestellen, dan is er sprake van differentiatie.
- Als een ambachtelijke kaasproducent zijn producten zelf in een boerderijwinkel gaat verkopen, dan is dat integratie.
- De grote olieconcerns zijn een voorbeeld van integratie: de gehele bedrijfskolom, van de oliebron tot de benzinepomp wordt door hetzelfde bedrijf bediend.